# Occidenchthonius villacarrillo
Espèce
Synonymes
- Chthonius villacarrillo Zaragoza & Pérez, 2013

Occidenchthonius villacarrillo est une espèce de pseudoscorpions de la famille des Chthoniidae.

## Distribution
Cette espèce est endémique d'Andalousie en Espagne. Elle se rencontre dans la grotte Cueva de la Morciguilla à Villacarrillo.

## Description
La femelle holotype mesure 1,30 mm.

## Étymologie
Son nom d'espèce lui a été donné en référence au lieu de sa découverte, Villacarrillo.

## Publication originale
- Zaragoza & Pérez, 2013 : Hypogean pseudoscorpions (Arachnida) from Jaén province (Andalusia, Spain), with descriptions of four new species and a new synonymy. Zootaxa, no 3700(2), p. 201–225.